# Antoine de Saint-Exupéry
Antoine de Saint-Exupéry ([antuán dé sént eksziperí] s polnim imenom Antoine Jean-Baptiste Marie Roger, Vicomte de Saint-Exupéry), francoski pisatelj in pilot, * 29. junij 1900, Lyon, Francija, † 31. julij 1944, v bližini otoka Île de Riou pri Marseilleu, Francija.
De Saint-Exupéry je najbolj znan po svoji noveli Mali princ (Le Petit Prince, 1943). Znan je tudi po svojih knjigah o letalskih dogodivščinah, vključno z deloma Nočni let (Vol de Nuit, 1931) in Zemlja ljudi (Terre des hommes, 1939).

## Življenje

### Otroštvo in mladost
Rodil se je v stari podeželski plemiški družini očetu vikontu Jeanu de Saint-Exupéryju in materi Marie Boyer de Fonscolombe. Bil je tretji od petih otrok. Imel je tri sestre: Marie-Madeleine (1897-1927), Simone (1898-1978) in Gabrielle, ter brata Françoisa. Oče je bil zavarovalniški agent in je umrl še preden je bilo Antoineu štiri leta. Poučevala ga je mati. Končal je jezuitsko šolo v Le Mansu in se učil v Švici.

### Izginotje med letom
Zvečer 31. julija 1944 je vzletel s Korzike v lovskem letalu Lockheed P-38 Lightning in ga niso nikoli več videli. Na izvidniškem poletu bi moral zbrati podatke o nemških premikih okrog doline Rone pred operacijo Dragoon, zavezniškim izkrcanjem v južni Franciji.
Leta 1998 je ribič Jean-Claude Bianco našel srebrno identifikacijsko zapestnico z imenoma de Saint-Exupéryja in njegove žene Consuele ter njegovih založnikov Reynala in Hitchcocka, ki je bila zataknjena za kos materiala, verjetno iz njegove letalske obleke. 
Potapljač Luc Vanrell je leta 2000 našel razbitino letala P-38 ob marseillski obali. Ostanke letala so dosegli oktobra 2003. 7. aprila 2004 so preiskovalci iz Francoskega podmorskega arheološkega oddelka potrdili da je bilo letalo res de Saint-Exupéryjeva izvidniška izpeljanka F-5B. Niso našli nobenih prask ali lukenj, ki bi bile posledice strelnega orožja, vendar so rešili le majhen del letala. Junija 2004 so dele dali v Muzej letalstva in astronavtike v Le Bourgetu.
Mesto strmoglavljenja in najdene zapestnice leži manj kot 80 km po morju od mesta kjer so v Carqueiranneu našli neidentificiranega francoskega vojaka, tako da so mogoče telo nekaj dni po strmoglavljenju nosili morski tokovi, kar pa sicer ni potrjeno.